# Беджиньская, Адрианна
Адриа́нна Беджи́ньская (пол. Adrianna Biedrzyńska; род. 30 марта 1962, Торунь, ПНР) — польская актриса театра, кино и телевидения, а также певица, театральный режиссёр, артистка эстрады.

## Биография

### Детство и юность
Адрианна Беджиньская родилась 30 марта 1962 года, в городе Торунь. Выпускница начальной школы № 50 и средней школы № 6 в Быдгощи, которую окончила в 1980 году. Затем она поступила на актёрский факультет Высшей Государственной школы кинематографа, телевидения и театра в Лодзи, из которой выпустилась в 1984 году. Ещё с детства Адрианна умеет играть на скрипке, но стать профессиональной скрипачкой ей было не суждено. Она участвовала во многих фильмах, телесериалах и театральных постановках.

### Творческий путь

#### Театр
Дебютировала в театре, ещё будучи студенткой киношколы, 17 декабря 1983 года, в Лодзинском театре-студии имени Юлиана Тувима. C 1984-1989 гг. работала в Варшавском «Новом театре». В 1987 году она появилась на сцене театра «За Далеки» в Варшаве. С 1989 года она не связана с каким-либо театром на постоянной основе. Выступала в качестве приглашенной артистки в различных театрах Варшавы: Рампа (1989—1990), Сцена Презентацие (1993, 2000, 2004), Сирена (1999, 2002, 2004), Комедия (2008). Она также выступала в качестве приглашенного артиста в Драматическом театре имени Александра Венгерки в Белостоке (2006). На данный момент она также пишет и режиссирует постановки. Один из примеров её режиссёрской работы — комедия «Идеальная Женщина» (пол. Kobieta Idealna).
Она проявила себя как в драматических, так и в комедийных ролях, хотя сама актриса признаёт, что комфортнее ощущает себя в комедии. Критики высоко оценили её исполнение роли Марины в постановке «Перикл, царь Тирский» (1984), хотя та и не имела успеха. Работала с такими режиссёрами, как Януш Буковский, Адам Ханушкевич и Барбара Сасс.
Во второй половине 1980-х годов Адрианна большее внимание уделила своей кинокарьере.

#### Кино и телевидение
Её кинодебют состоялся в 1983 году: появилась в эпизодической роли в фильме «С каждым днём всё ближе к небу» (реж. Збигнев Кузьминьский). Через год она получает свою первую главную роль в музыкальном фильме «Любовь из хит-парада» (реж. Марек Новицкий). Согласно отзывам на польском интернет-сервисе о кино «Filmweb», фильм не имел цельного сюжета и состоял из музыкальных номеров, едва связанных между собой. Он не прошёл проверку временем, и многими зрителями был признан одним из слабых и непримечательных фильмов того времени. В 1986 году Адрианна исполнила главную роль в социальной драме «Бегство». На съёмках её партнёрами были такие актёры как Збигнев Замаховский (второй исполнитель главной роли), Ежи Штур, Ирена Лясковская. Работу Беджиньской, как и Замаховского, отметили на гданьском кинофестивале «Młode Kino Polskie», посвящённом фильмам молодых режиссёров. Она обретает известность, и в этом же году выходит исторический фильм Сергея Бондарчука «Борис Годунов», где она исполнила роль Марины Мнишек.
1988 год для Адрианны оказался знаменательным. Она приняла участие в съёмках четвёртого фильма из цикла «Декалог» культового режиссёра и кинодраматурга Кшиштофа Кесьлёвского, исполнив главную роль вместе с известным актёром Янушем Гайосом. Критики высоко оценили четвертую часть Декалога, похвалив прежде всего актёров (Беджиньскую и Гайоса), которые, по мнению большинства рецензентов, создали портреты персонажей внутренне богатых, многогранных, переживающих искренние тяжёлые эмоции. Роль Анки принесла ей более широкую известность как в Польше (хотя на родине в целом весь сериал был принят прохладно), так и за рубежом, поскольку сам цикл фильмов привлёк внимание критиков, кинематографистов, и был высоко ими оценён. Для зрителей подобный сериал также стал откровением.
Далее она играла во многих кино- и телепроектах, таких как «Серените» (реж. Алина Скиба), «Мастер и Маргарита» (реж. Мацей Войтышко), «Необыкновенное путешествие Бальтазара Кобера» (реж. Войцех Ежи Хас), «300 миль до неба» (реж. Мачей Дейчер), «У реки, которой нет» (реж. Анджей Бараньский), «Кольцо с орлом в короне» (реж. Анджей Вайда), «Авантюристки» (реж. Барбара Сасс) и других. Также появлялась в зарубежных картинах («Хануссен», реж. Иштван Сабо; «Другая жизнь», реж. Карло Маццакурати). Была актрисой «Телевизионного театра». С 2007 года снимается в мыльной опере под названием «Цвета счастья», который транслируется на канале TVP2.

#### Эстрада
Сотрудничала с познанским кабаре «Tey», Павлом Длужевским (польский артист кабаре, предприниматель и общественный деятель), а также работала в «Дамском кабаре» (пол. Babski Kabaret). Она также пробовала свои силы как певица; выступала в США, Канаде и Австралии.
В 2009 году на видеохостинге YouTube была опубликована архивная запись выступления Беджиньской и Збигнева Замаховского, исполняющих дуэтом песню-хит авторства Яна Петшака «Czy te oczy mogą kłamać» (дословно «Разве могут эти глаза лгать?»). Видео набрало больше двух миллионов просмотров.

### Личная жизнь

#### Семья и близкие
- Сестра — Иоанна Беджиньская (пол. Joanna Biedrzyńska), пианистка, солистка.
- Первый муж (развод) — Мачей Робакевич (пол. Maciej Robakiewicz), актёр.
  - Дочь — Михалина Робакевич (пол. Michalina Robakiewicz) (род. 1994), актриса.
- Второй муж (развод) — Марчин Мязга (пол. Marcin Miazga).

#### Здоровье
В 2014 году Адрианне Беджиньской провели операцию по удалению опухоли головного мозга. Хотя врачи изначально не могли гарантировать шанс выжить, опухоль была удалена, и операция прошла успешно.

#### Хобби
Адрианна увлекается вязанием. Помимо основной страницы в Instagram, она ведёт отдельную страницу в виде блога, непосредственно связанного с её работами и брендированной продукцией.

#### Инцидент с поклонником
В 2006 году Адрианна Беджиньская была «похищена» своим поклонником, жителем Ченстоховы. Он решил воплотить свою мечту по случаю празднования 50-летнего юбилея. Пригласив актрису на конкурс чтецов в качестве судьи, тот заманил её в арендованный летний домик и удерживал там семь часов. Кроме временного лишения свободы, не причинил ей никакого вреда.

## Роли в театре
Лодзинский театр-студия им. Юлиана Тувима
- 1983 — «Бал манекенов» Б. Ясеньского — Анжелика Арно

Варшавский Новый театр
- 1984 — «Перикл, царь Тирский» У. Шекспира — Марина
- 1985 — «Брачное объявление» Х. Квятковской (совм. с Э. Отвиновской) — Анка
- 1985 — «Доктор Гильотина» по произведению «Смерть Дантона» и письмам Г. Бюхнера — Амантка; Марион
- 1989 — «Фауст» И. В. фон Гёте — Маргарита
- 1989 — «Над водным простором широким» по сочинениям А. Мицкевича
- 1990 — «Свадьба» С. Выспяньского — Марина

Варшавский театр «За Далеки»
- 1987 — «Дуся, Рыба, Валь и Лета»[комм. 1] П. Джемс — Лета

Варшавский театр «Рампа» в Таргувеке
- 1989 — «Зимняя скорбь» Е. Пшиборы
- 1990 — «Красный столик» по сочинениям Я. Бжехвы

Варшавский театр «Сцена Презентацие»
- 1993 — «Нетерпение чувств» по пьесам К. Кребийона и Ж. Ренара — Марта[комм. 2]
- 2000 — «Кровать с балдахином» по работам Я. де Хартога и Колетт — Изабель
- 2004 — «Амазонки» Ж.-М. Шевре — Жозетт «Мики» Ривьер

Варшавский театр «Сирена»
- 1998 — «Шикарная свадьба» Р. Хоудона — Джуди
- 1999 — «Луна над Буффало» К. Людвига — Роуз
- 2002 — «С поличным» Р. Хоудона — Луиза
- 2004 — «Стальные магнолии» Р. Харлинга — Труви Джонс

Драматический театр имени Александра Венгерки в Белостоке
- 2006 — «Женщина над нами» А. Слаповского — Ольга

Варшавский театр «Комедия»
- 2008 — «Опасные связи» К. Хэмптона — Маркиза де Мертей

Варшавский театр «Палладиум»
- 2011 — «Чудо-диета» Я. Я. Належитого

Краковский театр «Комедия»
- 2013 — «Трижды в постель» Я. Я. Належитого — Жена

Прочие театральные проекты
- 2008 — «Простите, здесь страшно?» М. Чубашек
- 2008 — «Блоха-хитряйка» Я. Бжехвы — Блоха-хитряйка
- 2015 — «Женщина с опытом, мужчина с прошлым» (спектакль, состоящий из песен программы «Кабаре пожилых господ», а также авторства Йонаша Кофты, Агнешки Осецкой, Ежи Сатановского, Влодзимежа Корча, Войчеха Млынарского, Юлиана Тувима и Зенона Лясковика).[10]

## Фильмография

### Роли в кино, телеспектаклях, сериалах
— главная роль
Вся информация о фильмографии предоставлена польской базой данных о кино «FilmPolski.pl».
В случае отсутствия информации о самом телеспектакле, будет приведена информация об оригинальном произведении, по которому он ставился, или его авторе.

| Год          |     | Русское название                             | Оригинальное название                             | Роль                                                 |
| ------------ | --- | -------------------------------------------- | ------------------------------------------------- | ---------------------------------------------------- |
| 1983         | ф   | С каждым днём всё ближе к небу               | Co dzień bliżej nieba                             | девушка в витрине магазина (не указана в титрах)     |
| 1984         | ф   | Любовь из хит-парада                         | Miłość z listy przebojów                          | Элиза                                                |
| 1984         | тсп | Игрок                                        | Gracz                                             | Полина                                               |
| 1985         | ф   | Похитители картин                            | Képvadászok                                       | загадочная женщина                                   |
| 1986         | ф   | Укрощение строптивого                        | Zkrocení zlého muže                               | Лаура                                                |
| 1986         | ф   | Маскарад                                     | Maskarada                                         | Эва, партнёрша Ежи Вольфа                            |
| 1986         | тф  | Бегство                                      | Ucieczka                                          | девушка                                              |
| 1986         | тсп | Петушок                                      | Czupurek                                          | Дворняжка                                            |
| 1986         | ф   | Борис Годунов                                | Борис Годунов                                     | Марина Мнишек                                        |
| 1986         | с   | Близко, ещё ближе                            | Blisko, coraz bliżej                              | Крися, девушка Болека Пастерника                     |
| 1987         | тсп | Вешние воды                                  | Wiosenne wody                                     | Джемма Розелли                                       |
| 1987—1989    | с   | Река лжи                                     | Rzeka kłamstwa                                    | внучка Боцянихи                                      |
| 1987—1988    | с   | Комедиантка                                  | Komediantka                                       | Зося, племянница Осиньской, жена Бабиньского         |
| 1987         | тф  | Одиннадцатая заповедь                        | Jedenaste przykazanie                             | Ядзя по прозвищу «Кики», проститутка у пани Рокфелер |
| 1988         | тсп | Дуся, Рыба, Валь и Лета                      | Dusia, Ryba, Wal i Leta                           | Лета                                                 |
| 1988         | тф  | Серените                                     | Sérénité                                          | Агата ; мать Агаты                                   |
| 1988         | ф   | По лестнице вверх, по лестнице вниз          | Schodami w górę, schodami w dół                   | Мария, невеста Кароля                                |
| 1988         | ф   | Футбольный покер                             | Piłkarski poker                                   | жена Юзефа Грундоля                                  |
| 1988         | тсп | Убежище                                      | Oficyna                                           | Анна Франк                                           |
| 1988         | ф   | Необыкновенное путешествие Бальтазара Кобера | Niezwykła podróż Baltazara Kobera                 | Роза                                                 |
| 1988         | тф  | Мудрость чудака                              | Narrenweisheit                                    | Жильберта                                            |
| 1988         | мтф | Мастер и Маргарита                           | Mistrz i Małgorzata                               | Ниса                                                 |
| 1988         | ф   | Корнблуменблау                               | Kornblumenblau                                    | заключённая                                          |
| 1988         | тсп | Иллюзия                                      | Iluzja                                            | Изабелла; Ипполита                                   |
| 1988         | ф   | Хануссен                                     | Hanussen                                          | Валли, журналистка                                   |
| 1988         | с   | Декалог                                      | Dekalog                                           | Анка                                                 |
| 1988         | тсп | Бродвей, мой Бродвей                         | Broadway, mój Broadway                            | Юда                                                  |
| 1989         | тсп | Прощай, моя красавица                        | Żegnaj, laleczko                                  | Энн Риордан                                          |
| 1989         | тсп | Замок                                        | Zamek                                             | Фрида                                                |
| 1989         | тсп | Яцусь                                        | Jacuś                                             | Марта, дочь баронессы де Кошениль                    |
| 1989         | тсп | Отель «Под Шаром Земным»                     | Hotel „Pod Kulą Ziemską”                          | уборщица                                             |
| 1989         | ф   | 300 миль до неба                             | 300 mil do nieba                                  | журналистка                                          |
| 1990         | тсп | Брачное объявление                           | Ogłoszenie matrymonialne                          | Анка                                                 |
| 1991         | ф   | Гражданин мира                               | Obywatel świata                                   | Эва                                                  |
| 1991         | ф   | У реки, которой нет                          | Nad rzeką, której nie ma                          | Эва                                                  |
| 1991         | тсп | Дерби во дворце                              | Derby w pałacu                                    | Алисия                                               |
| 1992         | ф   | Другая жизнь                                 | Un'altra vita                                     | Алия                                                 |
| 1992         | ф   | Кольцо с орлом в короне                      | Pierścionek z orłem w koronie                     | Янина                                                |
| 1992         | тсп | Маркиза де Сад                               | Madame de Sade                                    | Анна                                                 |
| 1993         | тсп | Росмерсхольм                                 | Rosmersholm                                       | Ребекка Уэст                                         |
| 1993         | ф   | Авантюристки                                 | Pajęczarki                                        | Эва Висьневская                                      |
| 1993         | ф   | Лучше быть красивой и богатой                | Lepiej być piękną i bogatą                        | Дорота Вальц                                         |
| 1993         | тсп | Лгунья                                       | Kłamczucha                                        | Лили Эрвье                                           |
| 1994—1995    | с   | Фитнес-клуб                                  | Fitness Club                                      | Эва Гуральчик, владелица фитнес-клуба                |
| 1995         | тсп | Могло быть и хуже                            | Mogło być gorzej                                  | Эмма                                                 |
| 1995         | тсп | Нетерпение чувств                            | Niecierpliwość zmysłów                            | Марта                                                |
| 1995         | тсп | Божена                                       | Bożena                                            | Божена                                               |
| 1996         | с   | История о Йозефе Швейке и его пути на фронт  | Opowieść o Józefie Szwejku i jego drodze na front | Кэти Вендлер                                         |
| 1996         | тсп | Ужин                                         | Kolacyjka                                         | Вера                                                 |
| 1997         | с   | Клан                                         | Klan                                              | Нина Стец, жена Ромуальда Стеца                      |
| 1999         | тф  | Похождения бравого солдата Швейка            | Przygody dobrego wojaka Szwejka                   | Кэти Вендлер                                         |
| 1999—2000    | с   | Семейка Бадзевяк                             | Badziewiakowie                                    | Ивона                                                |
| 2000         | тсп | Металлоконструкция                           | Żelazna konstrukcja                               | Зофья Регульская                                     |
| 2000—2002    | с   | Семейка Грачик                               | Graczykowie                                       | Зуза                                                 |
| 2000         | тсп | Мелочь                                       | Błahostka                                         | Анджелика                                            |
| 2001—2003    | с   | Познать мир                                  | Zrozumieć świat                                   | тётя Ирена                                           |
| 2005         | ф   | Путь Молли                                   | Molly's Way                                       | Изабелла                                             |
| 2006         | с   | Няня                                         | Niania                                            | Лидка Панек                                          |
| 2007         | с   | В добре и в зле                              | Na dobre i na złe                                 | Сильвия Лавина                                       |
| 2007 — н. в. | с   | Цвета счастья                                | Barwy szczęścia                                   | Малгожата Зволеньская                                |
| 2009         | с   | Предназначение                               | Przeznaczenie                                     | Мария Богуцкая                                       |
| 2009         | с   | Декалог 89+                                  | Dekalog 89+                                       | преподаватель                                        |
| 2010         | док | Все руки умыты. Дело Барбары Блида           | Wszystkie ręce umyte. Sprawa Barbary Blidy        | Барбара Блида (инсценировка)                         |
| 2010         | ф   | Уик-энд                                      | Weekend                                           | мать Малиновского                                    |
| 2010         | ф   | Маленький экзамен зрелости 1947              | Mała matura 1947                                  | Дана Пшедшимирская, еврейка                          |
| 2012         | кор | Мика                                         | Mika                                              | Кристина Ковальчук                                   |
| 2013         | ф   | Избранник                                    | Wybraniec                                         | мать Камиля Клицкого                                 |
| 2016         | ф   | Коллекция платьев                            | Kolekcja sukienek                                 | Моника                                               |
| 2021         | с   | Контроль                                     | Kontrola                                          | Кинга, мать Паулины                                  |
| 2023         | с   | Рафи                                         | Rafi                                              | Анна Грош, мать Аськи Шмайковской                    |

### Польский дубляж
- 1991 — Тельма и Луиза — Тельма Дикинсон[12]
- 2000 — Planescape: Torment (компьютерная игра) — Анна
- 2008 — Мартышки в космосе — доктор Ада[13] [комм. 21]

## Музыка
Несмотря на то, что Адрианна занималась исполнением песен ещё в периоды 80-90-х годов, свой альбом ей удалось выпустить лишь спустя несколько лет. В 2003 году выходит дебютный альбом Беджиньской, в который вошло одиннадцать песен в жанре поп. Некоторые из них впоследствии вышли в качестве синглов. Продюсирование, аранжировку, сведение осуществил Крис Эйкен (англ. Chris Aiken), мастеринг — Янни Фиссас (англ. Yanni Fissas). Альбом записан на студии «Sound Design Studios» в Варшаве, обработкой звука занималась «Hybrid Studios» в Ванкувере. Также в записи принимали участие давние коллеги Беджиньской: Збигнев Замаховский (совместное исполнение песни «To Pierwsza Miłość», музыка к «Nasza Cisza») и Войцех Маляйкат (совместное исполнение песни «Playa Bonita»).
| №   | Название                 | Длительность |
| --- | ------------------------ | ------------ |
| 1.  | «Z Woli Dusz»            | 3:50         |
| 2.  | «Zaklęcia»               | 4:28         |
| 3.  | «Nie Mów Mi»             | 3:52         |
| 4.  | «Domy Niczyje»           | 4:34         |
| 5.  | «Tańczę By Żyć»          | 4:16         |
| 6.  | «O Siebie Walcz Co Dnia» | 3:58         |
| 7.  | «To Pierwsza Miłość»     | 3:39         |
| 8.  | «Playa Bonita»           | 3:41         |
| 9.  | «Śpiąca Królewna»        | 4:34         |
| 10. | «Mgła»                   | 4:52         |
| 11. | «Nasza Cisza»            | 4:15         |

## Награды
- 1987 — Почётное упоминание в категории актёрских работ на Фестивале польского молодого кино в Гданьске за роль в фильме «Бегство».
- 1988 — Премия имени Станислава Выспяньского за актёрское мастерство для молодых артистов.
- 1988 — Премия председателя Комитета по радио и телевидению за актёрское мастерство в «Телевизионном театре» за роль в телеспектакле «Вешние воды».
- 1989 — Премия Збигнева Цибульского от еженедельного журнала «Экран».
- 1990 — Премия «Виктор» для телевизионной персоналии.
- 1994 — Премия «Золотая утка» в номинации «Лучшая польская актриса 1993 года».
- 2023 — Премия президента города Торунь «Флисак»[комм. 22] на 21-м Международном кинофестивале "Тофифест".[11]